# Шрамківка
Шра́мківка — село в Україні, у Золотоніському районі Черкаської області, центр Шрамківської сільської громади. Виникло на основі кількох старовинних козацьких хуторів (Новошрамківка, Полуботівка, Шелиховка, Іванівка, Прохоровичев та ін.) які були засновані на берегах річки Чумгак у 17-18 ст., за 22 км від районного центру — смт Драбів та за 4,5 км від залізничної станції Кононівка (на лінії Гребінка — Київ). Населення — 2573 особи (3972 у 1972, 3800 у 1984 і 3184 у 2001 роках). З 1956 по 2017 роки мало статус смт.

## Минуле

Герб Павла Полуботка

цар Петро і мученик за волю гетьман Павло

Перші поселення в цих краях відомі з прадавніх часів (стоянка первісних людей у Добраничівці)[джерело?]. 
Через ці землі з давніх давно проходили шляхи, які з'єднували Європу і Азію, що не могло не позначитися на життєдіяльності місцевого люду, хліборобів, торговців і вояків[джерело?].
В районі майбутньої Шрамківки в XVI столітті фіксуються козацькі поселення, згодом ці землі будуть віднесені до Яготинської сотні Переяславського полку. Перша офіційна згадка — на карті Г. Боплана у 20-х роках XVII століття під назвою Жванчик; зруйновано навесні 1648 року, відновлено 1658 року — виник хутір полковника Шрамка (за деякими даними — полковник Паволоцького полку після Івана Поповича, який є героєм відомого історичного роману Пантелеймона Куліша «Чорна Рада», перша назва роману — «Сотник Шрамко и его сыновья»). На правому березі річки Чумгак одночасно виник хутір Полуботівка козака Артема Полуботка, де у 1660 році народився й провів перші шість років життя майбутній наказний гетьман України Павло Полуботок. Із Шрамківкою також пов'язано ім'я переяславського полковника Томари, який заснував тут свій хутір. Осадником хутора Шелехівський став козак села Лісняки Яготинської сотні Іван Шелех. Усі ці хутори у 1956 році були об'єднані у селище міського типу Шрамківка. Через хутори Шрамківський та Сторополуботівський тричі проїздив Тарас Шевченко[джерело?].
Із запровадженням на Лівобережній Україні поділу на намісництва територія Переяславського полку була поділена між повітами Київського намісництва, причому 8 з 18 його сотень були розформовані між різними повітами. Указом від 9 липня 1783 р. Переяславський полк був реорганізований у регулярний кінний карабінерний полк російської армії[джерело?]. 
Хутори були приписано до храму святих апостолів Петра і Павла у Мойсівці.
У 1909 році купцем Абросимовим за підтримки відомого цукрозаводчика Терещенка в селі був побудований цукровий завод. Першу продукцію дав у 1911 році. Після війни відновив роботу у 1945 році. Діяв до початку XXI століття, його продукція завойовувала найвищі нагороди якості на всесоюзних та європейських виставках. На ньому працювало 692 робітника та інженерно-технічні працівники. Також на території Шрамківки містилося відділення радгоспу цукрокомбінату, за яким було закріплено 2,6 тисяч га землі, в тому числі 2,4 тисячі га орної[джерело?].
Поява заводу спричинилася до зростання чисельності населення прилеглих хуторів, серед переселенців були зокрема жителі сіл Капустинці,  Бирлівки та інших[джерело?]. 

### 1917-23 рр.
Жителі сіл Ковалівської та інших волостей Пирятинського повіту до складу якого входили хутори, що в 1956 році стали Шрамківкою брали активну участь у подіях Української революції початку 20 ст., у  розбудові і захисті нових структур комунального народовладдя в регіоні під різними гаслами і прапорами, як синьожовтими так і червоними[джерело?].
Так восени 1918 року П.Куліш, уродженець краю, разом зі своїми товаришами створив партизанський загін на Переяславщині у селах Пологи-Вергуни та Пологи-Яненки у кількості 70 чоловік. Помічником командира було обрано О.Рубана. Загін виступав під жовто-блакитним прапором Української Народної Республіки. Розташувався він у лісі між селами Безбородьки та Рецюківщина. Ще в Чопилках до нього приєднався загін ковалівців. 20 листопада загін вже нараховував 170 бійців і передислокувався в Рецюківщину до спорожнілого маєтку князя Кочубея. Сюди, в Рецюківщину, прибув із Золотоноші більшовик В.Гайдамака. Перслідуючи власні цілі, В.Гайдамака відразу ж заявив, що потрібно провести нараду командного складу загону – йому потрібно було усунути П.Куліша від командування. Не подобався йому і синьо-жовтий прапор, під яким формувався загін. З цього питання розгорілася суперечка. Але В.Гайдамака зумів переконати присутніх. Його підтримали Т.Бицюра із села Пологи-Яненки, М.Терещенко з Демок, О.Рубан та Н.Гресь. П.Куліша було усунено від командування об'єднаним загоном, який до того ж радив не нападати на німців у Безпальчому. Командиром загону було обрано О.Рубана, а комісаром – В.Гайдамаку. Заміна командування потягла за собою заміну прапора. Загін виступив під червоним. У цей час у селі Безпальчому розташувався на відпочинок підрозділ німецького війська у кількості 400 чоловік. Інший підрозділ перепочивав у Жорнокльовах. В цілому це був окупаційний піхотний 82 полк, який відходив до Німеччини. Там відбувалася своя революція, кайзера було усунуто від влади, скасовано деякі міжнародні договори, в тому числі й з УНР про допомогу у боротьбі з московсько-більшовицькою навалою. 9 грудня 1918 року партизанський загін при підтримці селян-безпальчівців оточив з трьох боків село і вступив у бій з окупантами. Побоїще було надто гарячим і нерівним, внаслідок чого загинув 31 партизан та 11 було поранено, в тому числі й командира загону О.Рубана. Після відступу німецьких окупантів партизанський загін, значно поповнений селянами навколишніх сіл, було переформовано і поділено на шість сотень. Перша, друга та третя стояли у Драбові, четверта – у Золотоноші, п'ята, якою командував М.Терещенко, спочатку дислокувалась у Демках та Капустинцях, шоста розташувалась у Мойсівці, в будинку В.Вольховського, де діяла телефонна станція, а отже, був зв'язок з усіма іншими сотнями, що розташовувались теж у телефонізованих поміщицьких маєтках. У середині грудня 1918 року п'ята сотня М.Терещенка виступила на Переяслав і зайняла його. У цей час за завданням командування П.Куліш у Шрамківці сформував сьому сотню. До неї увійшли робітники і селяни Шрамківки, Мойсівки, Степанівки, Каївки. П.Рудик, якого було призначено сотником, повів свій підрозділ до Переяслава, де замінив п'яту сотню М.Терещенка, яку було направлено на станцію Гребінка. Директорія, відновлюючи владу УНР, теж направила свої війська до Переяслава, тут у січні 1919 року сотня П.Рудика вступила в бій з військом УНР, у якому загинули сотник П. І. Рудик з Каївки та прапорщик А. Г. Капустянський з Ковалівки. Останній, будучи командиром загону при коменданті м. Переяслава, перейшов з гетьманської варти до партизанського загону. Все ще знаходячись під впливом більшовиків, партизани району вели бої з військами Директорії УНР на станціях Гребінка та Яготин[джерело?].
У період Української революції 1917—1921 рр. на Черкащині діяв загін отамана Гонти: Після невдалої спроби захопити Чорнухи загін Гонти 8 листопада вчинив напад на Шрамківський цукровий завод, де повстанці забрали для власних потреб 32 пуди цукру, 25 пудів солі, 35 фунтів нафти і гасу, 2 брезенти, троє коней і друкарську машинку. Під час нападу погрому виробничих приміщень не було допущено і завод продовжував працювати. Тоді ж 15 козаків Гонти вчинили напад на Білоцерківку, під час якого поранили голову місцевого комнезаму, командира сформованого з комнезамівців загону самооборони і забрали коня у голови волосного виконкому[джерело?].
У ніч з 13 на 14 березня 1921 року у Шрамківці був убитий член комісії землевідділу Богодарівської волості (Ковалівської), радянський службовець І. С. Гавриш[джерело?].

### Голод 1932-33 рр.
64-річний киянин Олександр Іович Васильченко, колись машиніст паровоза, згадував про голод у селі Шрамківці на Черкащині: «Я вже ходив у 1-й клас і вмів читать, це було в 1931 році. Йду зі своїм товаришем зі школи, аж висить серед вулиці гасло, червоне, а на ньому білими літерами написано: „Знищимо куркуля як клас!“ І знищили»[джерело?].
З утворенням УРСР, Шрамківка у складі Ковалівського району Полтавської області, а з середини 40-х — районний центр. З утворенням Черкаської області у 1954 році, Шрамківка районний центр Шрамківського району у складі Черкаської області, який було скасовано в листопаді 1959 року[джерело?].

### Друга Світова (1939—1945) і Німецько-радянська війна (1941—1945 рр)
Гітлерівці увійшли в село осінню 1941 року. За спогадами старожилів одразу почалися пошуки євреїв і комуністів (комісарів), військових і партизан. Серед учнів місцевої школи ходили чутки, що той хто нехрещений (діти комуністів і комсомольців), того будуть розстрілювати як євреїв, тому люди шукали де можна похрестити дітей, правда згодом виявилось що це чутки, тому дехто з цих дітей похрестився аж в 1980х-1990х, напр. дочка вчителя фізкультури і довгожителя Антона Довгого Ганна[джерело?].
В 1941-1943 рр. працювали деякі установи в т.ч. колгосп, школа, лікарня і цукровий завод. Люди продовжували жити і працювати незважаючи на окупацію і воєнний стан[джерело?].
11 жовтня 1943 року в селі Шрамківка (на той час у складі Полтавської області) наказом Командувача військами Воронезького фронту генерала армії М.Ф.Ватутіна був сформований рухомий танко-агрегатний ремонтний завод, нині "Державне підприємство "Житомирський бронетанковий завод"".
У роки Німецько-радянської війни 548 мешканців села воювали на фронтах, 344 з них нагороджено орденами і медалями. В пам'ять про 189 односельців, які загинули під час війни, споруджено два пам'ятники та обеліск Слави[джерело?].
Коли у 1970х рр. в центрі села будували чайну, то за розповідями місцевих жителів знайшли поховання німецьких солдатів і офіцерів, ймовірно похованих тут у 1940х рр. Також поряд з колишнім цукровим заводом (там де були бурякові кагати) у 1940х рр. ніби існував табір для військовополонених, солдат Червоної Армії, частину з яких там і поховали. Місце їх загибелі жодним чином не увіковічнено.[джерело?]

## Населення

### Мова
Розподіл населення за рідною мовою за даними перепису 2001 року:
| Мова            | Кількість | Відсоток |
| --------------- | --------- | -------- |
| українська      | 3106      | 97.46%   |
| російська       | 59        | 1.85%    |
| румунська       | 6         | 0.19%    |
| білоруська      | 2         | 0.06%    |
| вірменська      | 1         | 0.03%    |
| інші/не вказали | 13        | 0.41%    |
| Усього          | 3187      | 100%     |

## Повоєнна епоха

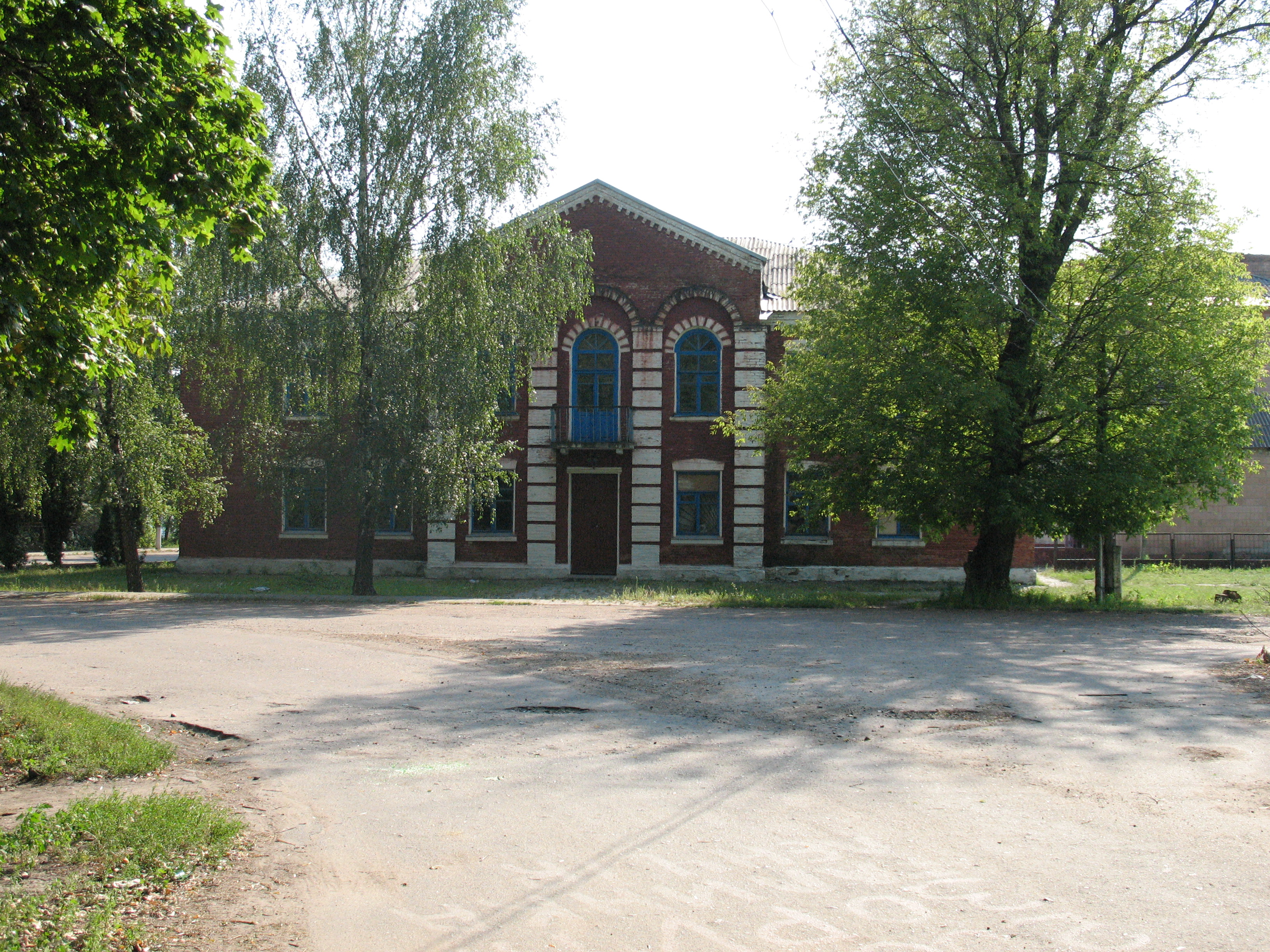
Будівля «району» 1951 року та початкова школа.

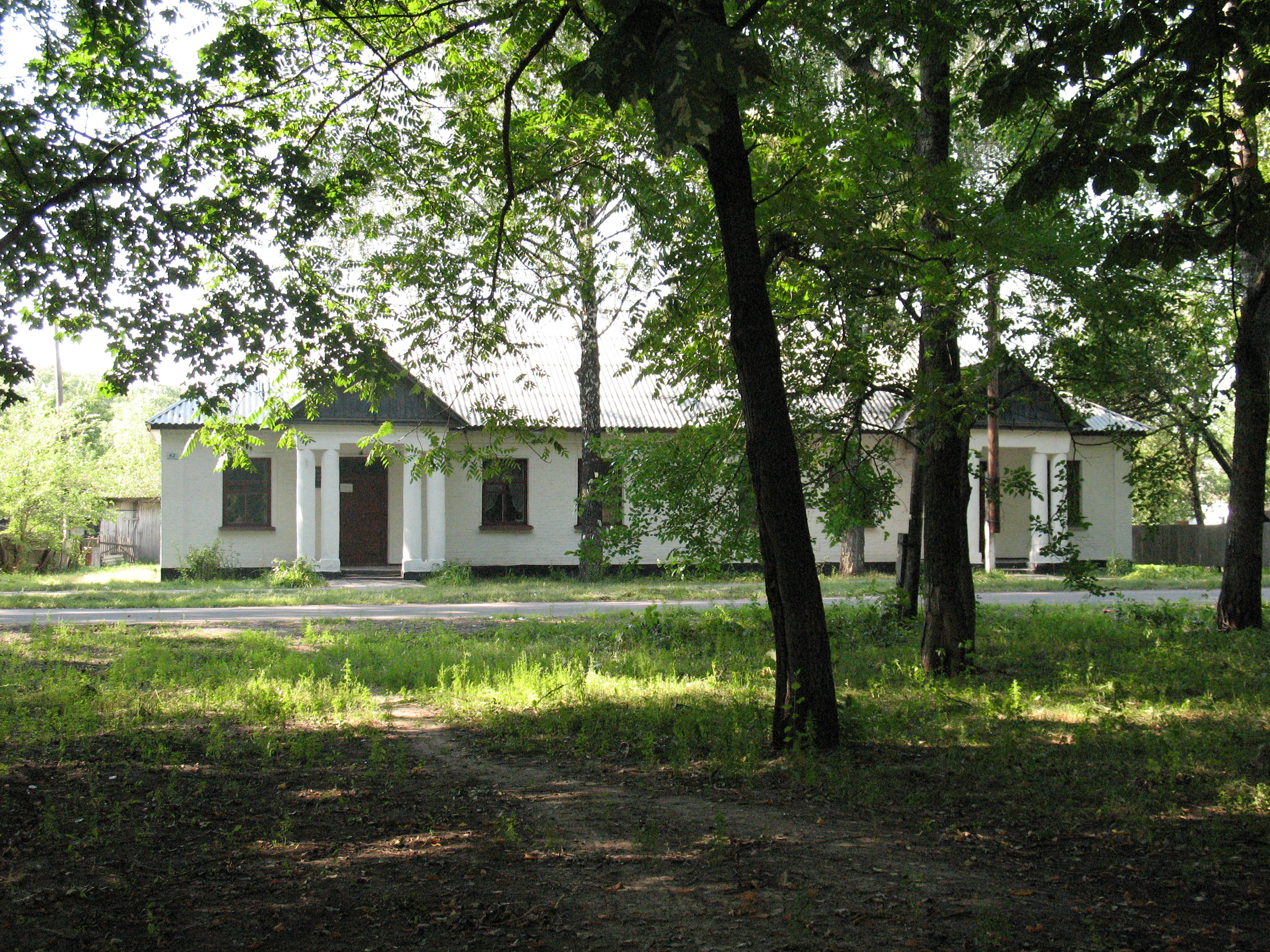
Сільська бібліотека, будівля 1959 року

В 1948-1972 рр. відбувається розвиток цукрового заводу і активна розбудова інфраструктури селища. Після повернення шрамківчан з фронтів та евакуації почалася відбудова та будівництво нових споруд: закладів культури, освіти, охорони здоров'я, торгівлі та промислових підприємств[джерело?].
В 1947 році Полтавський обком направляє в Шрамківку завідувача будівельним відділом райвиконкому Демченка Луку Івановича. Під його керівництвом розпочалися будівництво органів державної влади так званий (обком,райком). (зараз початкова школа), районного будинку культури, магазинів: продовольчих і промислових товарів, культтоварів, чайної (кафе), будинку селищної ради, готелю, побутової майстерні, жилих будинків. Велика увага приділялась так званому колгоспному будівництву, почали застосовувати місцеві матеріали: шлак з котелень цукрового заводу, вапно. Побудовано цегельний цех на правому березі р. Продовжувалось будівництво житла,  громадської лазні і дитячий садка (зараз будинок для людей похилого віку), розбивку районного парку, будівництво літнього кінотеатру, установлено цілий ряд пам'ятників, прокладено багато кілометрів тротуару, огорожі т. д. Збудований будинок культури цукровиків, великі складскі приміщення цукрового заводу, реконструкція діючих цехів, їдальня (зараз там церква). Останні роки Лука Іванович працював в Шрамківському міжколгоспбуді, де збудував арматурний та бетонний цехи, котельню, лазню, літній полігон залізобетонних виробів з пропарювальними камерами та інші споруди[джерело?].
В роки Хрущова, в зв"язку з розширенням так званого колгоспного будівництва, в Шрамківці заснували міжколгосбудну організацію, яку очолив Корнієнко Микола Федорович. Під його керівництвом був збудований цегельний завод, велика столярна майстерня, автоцех, складські приміщення. Міжколгоспбудом були збудовані на той час сучасні ферми в Шрамківці і навколишніх селах, клуби, школи. В Шрамківці побудовані житлові будинки, аптека та лікарня[джерело?].
В 1970-х роках в селищі з'явилася філія заводу Більшовик[джерело?].
Зараз ці споруди занепали в зв'язку з непристосуванням планової моделі до ринкових умов сучасної України[джерело?].
Станом на 1972 рік в селищі проживало 3 972 чоловіка, працювали початкова і середня школи, в яких навчалось 789 учнів, будинок культури на 600 місць, кінотеатр на 180 місць, три бібліотеки з книжковим фондом 56 тисяч примірників, готель, дільнича лікарня на 100 ліжок, дитячі ясла[джерело?].

## Сучасність
Селище носило назву селища міського типу так як у 1911 році в смт Шрамківка почав працювати цукровий завод який пережив революцію та Другу світову війну. В 1971 році було споруджено Будинок культури на 600 місць. В 1980 році побудовано 22 квартирний житловий будинок  В 1921 році започаткований Шрамківський цукрокомбінат. В 1972 році на території Шрамківської селищної ради запрацював філіал Київського заводу « Більшовик». З 1957 року працювала будівельна організація « Міжколгоспбуд». На території селищної ради працював  Шрамківський радгосп, Шрамківський молочно-товарний комплекс, цегельний завод, в 1986 році  була збудована нова лікарня на 60 ліжок, працювало 14 лікарів та більше 60 чоловік середнього медперсоналу. Працювала автоколона, яка утримувала 42 автомобілі різних марок. З навколишніх сіл до селища  щодня прибувало на роботу майже 300 чоловік, смт Шрамківка було економічно розвинуте селище і схоже на маленьке містечко[джерело?].
З ліквідацією заводів населення фактично залишилось без роботи. На сьогоднішній день  в селищі працюють ТОВ « Лани Драбівщини» , СТОВ « Шрамківський молочно-товарний комплекс» , лікарня, загальноосвітня школа, дитячий садочок, Будинок культури, дві бібліотеки, Вишневий НВК, клуб с-ща Вишневе , поштове відділення, зв'язок, ощадна каса , та магазини приватних підприємців  На території селищної ради проживає 3041 особа, з них 1172 пенсіонери. Працюють в своєму селищі 250 жителів, решта працездатного населення їздить на роботу в м. Київ та інші міста[джерело?].
В кінці 1980-х років коли почався розвал Радянського Союзу, в селі наступили важкі часи. За період 1990—2000 рр. місцевим керівництвом за мовчазної згоди громади була майже повністю знищена наявна на той час господарська інфраструктура села. Був приватизований і закритий цукровий завод — головне системоутворююче підприємство у шрамківському господарстві. З нього поступово було вивезено і розпродане все наявне обладнання (переважно на металобрухт). У наш час[коли?] від заводу залишилися лише труба і складські приміщення. Були закриті і розібрані на цеглу тваринницькі ферми, ліквідована МТС, майже повністю занепала діяльність дочірнього підприємства «Шрамківський машинобудівний завод» ВАТ "Київський завод «Більшовик». Дійшло до того, що після виходу на пенсію вчителів старшого покоління в шкільній майстерні були розібрані і продані на металобрухт верстати. В селищі різко зросли злочинність, алкоголізм, грабунки і смертність[джерело?].
Поступово місцеві жителі почали пристосовуватися до нових умов. Багато людей виїхали на навчання і роботу у великі міста, інші почали розвивати своє підсобне господарство, вдалося зберегти частину виробництв, поступово стали відкриватися нові. У наш час[коли?] основну статтю доходів жителів села становить виробництво і торгівля виробами сільськогосподарської діяльності, а також робота у великих населених пунктах Київської, Черкаської, Полтавської та Чернігівської областей, таких як Київ, Яготин, Черкаси, Переяслав та ін[джерело?].
На сьогодні діють завод з переробки газового конденсату, цегельний завод, молочно-тваринницький комплекс, середня школа, районна лікарня № 2, станція швидкої допомоги, центр розвитку дитини «Берізка», Будинок культури. Селище 2008 року газифіковано[джерело?].
Діють малі підприємства В. А. Кулі, Ю. М. Кисломеда, Т. М. Опацької, Н. П. Кривошей, Л. В. Куцопатрого та інші. Щотижня працює ринок, куди з'їжджається близько сотні малих підприємців Київської, Черкаської, Полтавської та Чернігівської областей[джерело?].
5 вересня 2015 року у Шрамківці представниками сільської громади і жителями області було повалено пам'ятник революціонеру і політику, одному з ініціаторів та організаторів червоного терору Володимиру Леніну, який стояв у селищі з 1960-х років.

## Жителі
Засновник села представник старшини Гетьманщини полковник Шрамко за деякими даними мав велику сім'ю і багатьох нащадків. За деякими даними — він полковник Паволоцького полку після Івана Поповича і є героєм відомого історичного романі Пантелеймона Куліша Чорна Рада, перша назва роману — «Сотник Шрамко и его сыновья». Ще одного Шрамка бачимо серед прибічників Мазепи. Прізвище Шрамко зустрічається серед прізвищ донських і запорожських козаків. Сім'я поміщика Шрамко (ймовірно нащадка засновника) згадується у 1915 році в селі Шрамківка, пізніше вони швидше за все емігрували. Офіцер Святослав Шрамко (можливо їх родич) воював на боці Антанти проти РККА. В будь-якому випадку очевидно, що після приходу радянської влади поміщикам і дворянам Шрамкам у селі краще було не залишатись. Разом з тим у селі Капустинці Яготинського району (до 1917 року у складі того ж Пирятинського повіту, що і Шрамківка) з 18 ст. і до нинішнього часу проживали і проживають представники і нащадки розгалуженого роду Шрамків (до 1917 року — приписні козаки Російської імперії, представники козацького сословія), який поріднився з багатьма корінними родами навколишніх хуторів, сіл і містечок, судячи за все родичі або може й прямі нащадки засновника Шрамківки[джерело?].
У селищі народився кавалер ордена Святого Георгія генерал Гончаров Михайло Дмитрович, загинув у 1945 році на території Польщі, похований у місті Берестя (Білорусь)[джерело?].
В Шрамківській середній школі навчалися Герой України,  голова правління АТ «Трест «Київміськбуд-6»  Даниленко Іван Юхимович та поет, член Національної спілки письменників України Масло Михайло Кирилович[джерело?].
В Шрамківці народилися, жили чи працювали такі відомі люди як[джерело?]:
- Щерба Володимир Павлович (1934—2012) — український і задніпровський журналіст, публіцист, поет і краєзнавець, вдячний учень, друг і співбесідник місцевого, «блаженного довгожителя» і свідка епохи, діда Антона, А.А.Довгого (1903-2004), почитаємого як один з заступників за рідний край і людей своєї, радянської епохи перед Богом, Церквою і дідами-прадідами;
- Чаленко Феодосій Кузьмович - відомий український радянський журналіст, фронтовик, свідок голодомору, сталінських репресій, учасник визволення України від окупації Німецьким царством у 1940х рр., в 1930х працював у Шрамківській районній газеті, родич і співбесідник Антона Андрійовича Довгого;

У селищі в різні роки працювали заслужений лікар УРСР Т. П. Кисельов, заслужений учитель УРСР Н. І. Круковес, заслужений працівник сільського господарства Л. Г. Суральова, шрамків'янами є колишній заступник Київського міського голови В. А. Кир'ян, заслужений учитель РФ С. І. Галаган[джерело?].

## Галерея

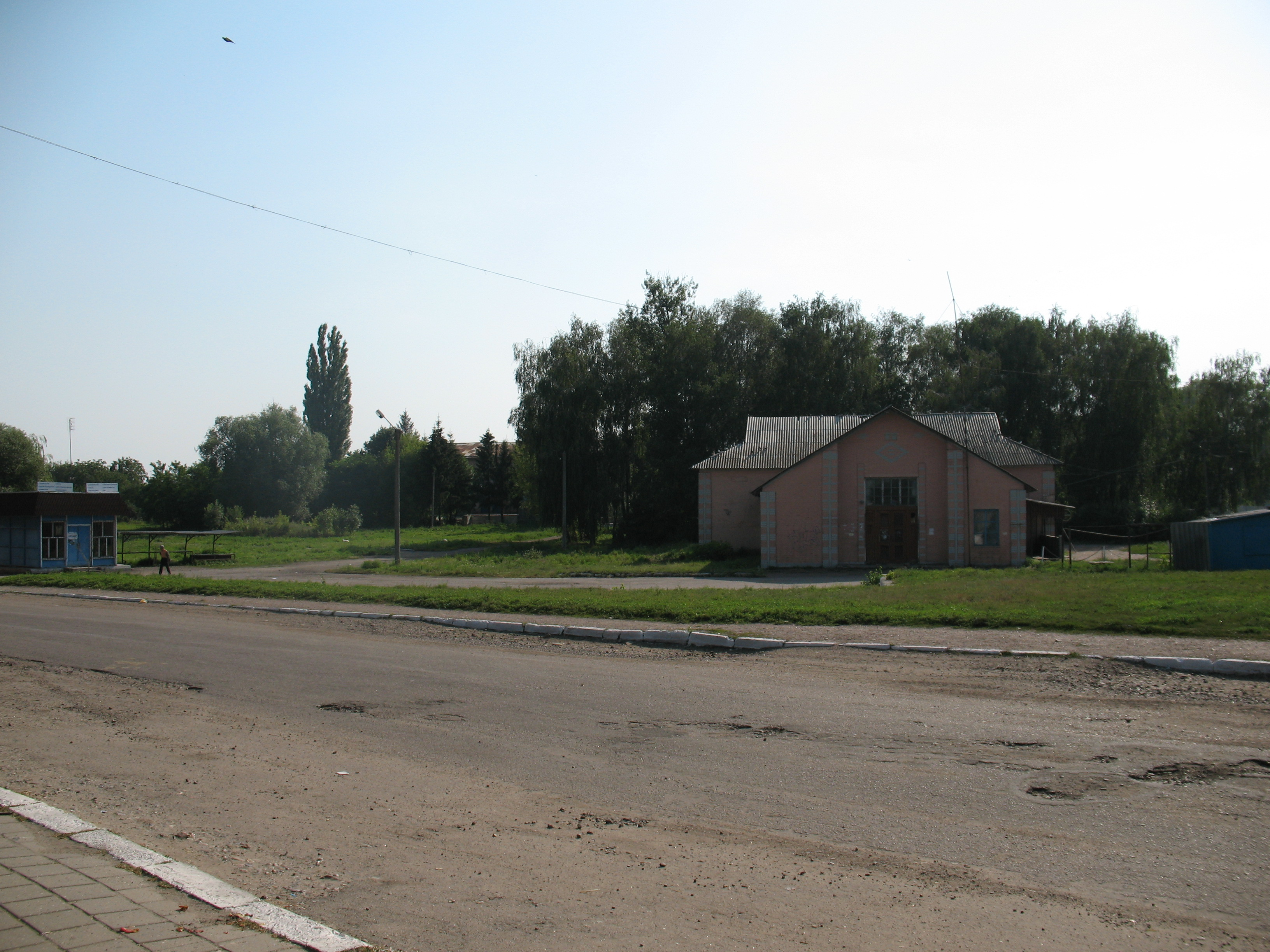
Центр Шрамківки. Автостанція - будівля 1951 року. В радянський час там також розміщувався районний будинок культури, згодом кінотеатр.
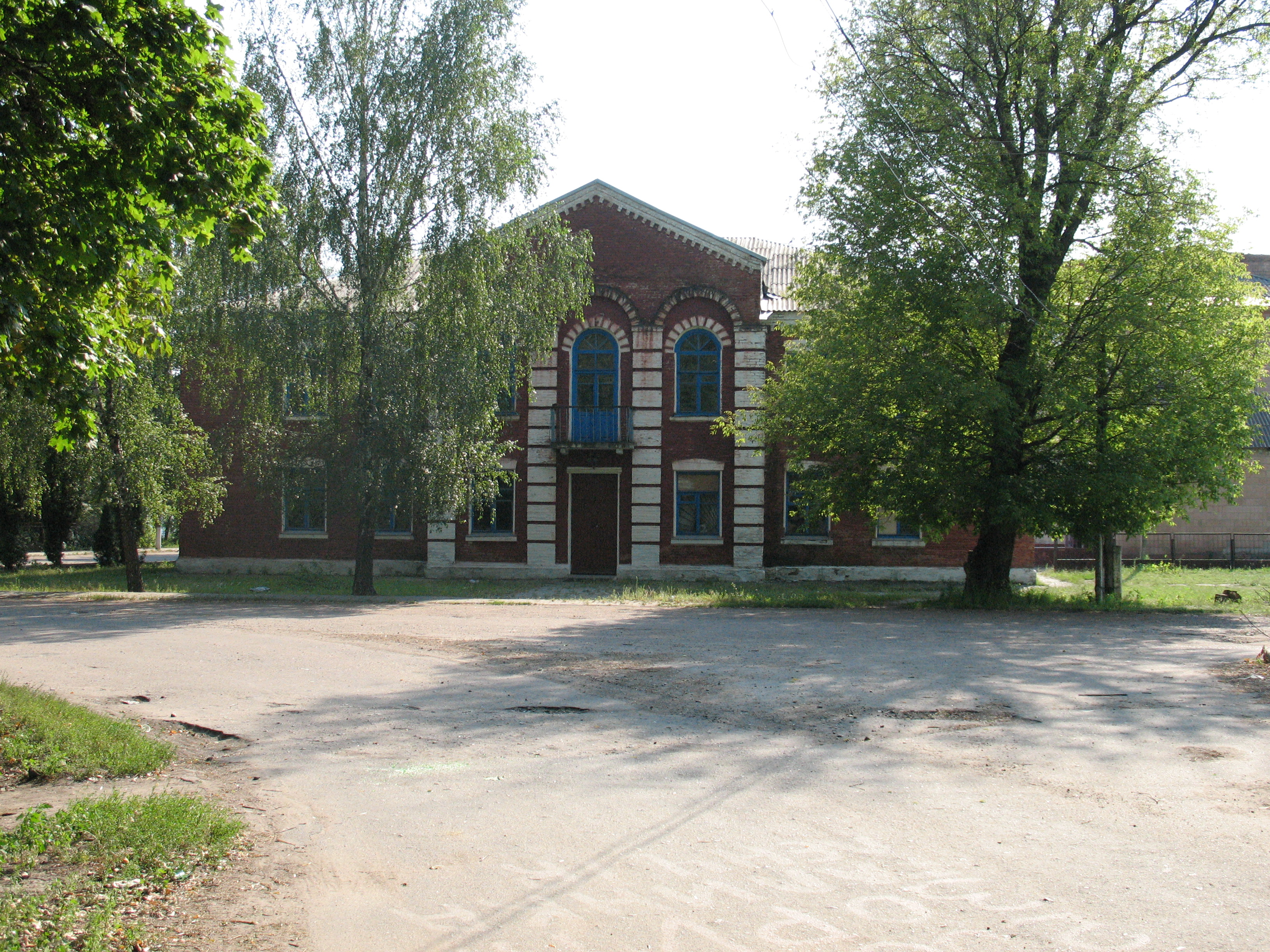
В минулому будівля початкової школи  смт. Шрамківка.
Старовинна карта Шрамківки
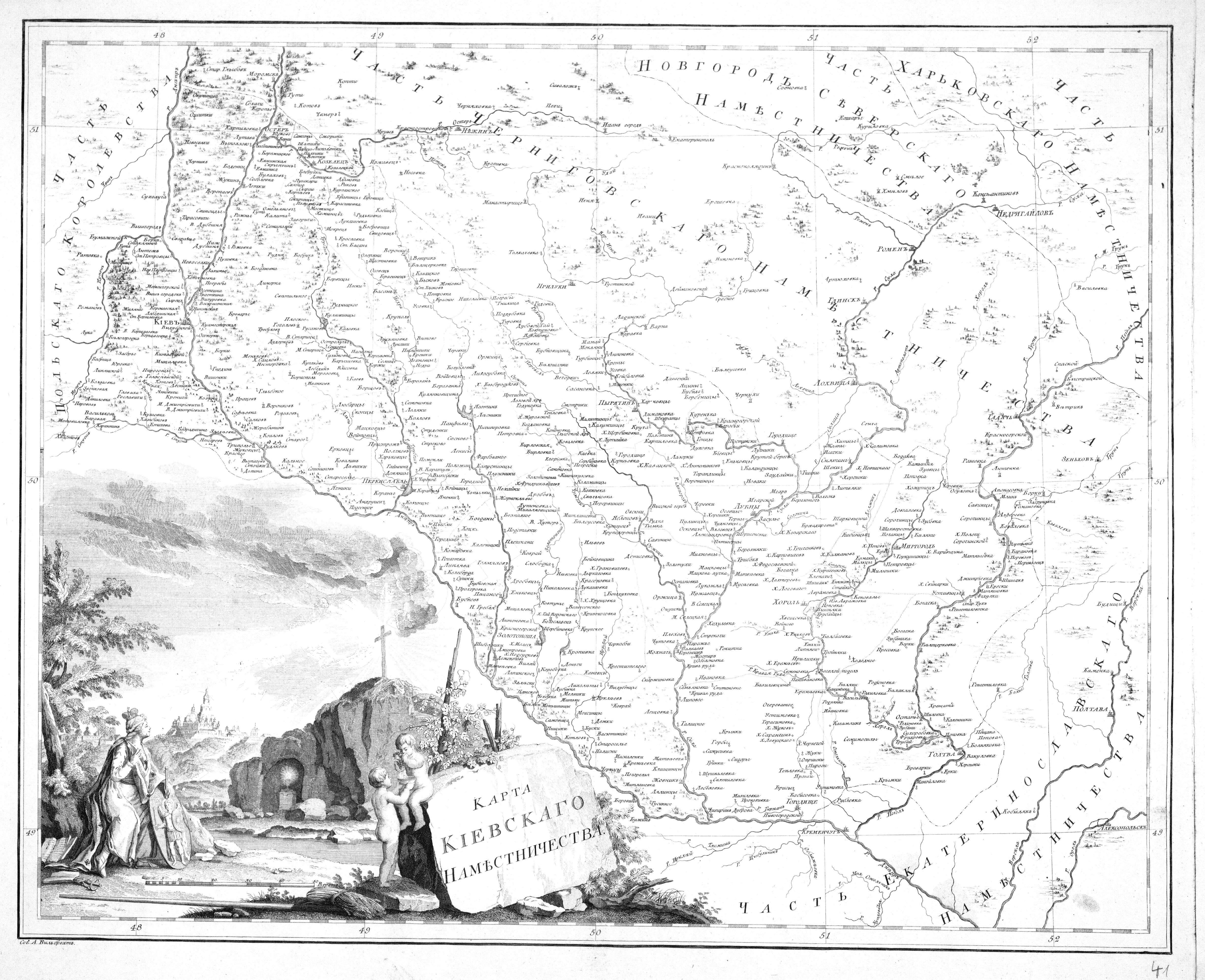
Мапа Київського намісництва 1792 року